# Miriam Gallardo
Miriam Gallardo, född 2 maj 1968, är en peruansk före detta volleybollspelare.
Gallardo blev olympisk silvermedaljör i volleyboll vid sommarspelen 1988 i Seoul.

## Klubbar[2]
| År                  | Klubb                 |
| ------------------- | --------------------- |
| 1991/1992           | Aquila Azzurra Trani  |
| 1991/1992-1992/1993 | Deportivo Power       |
| 1993/1994-1994/1995 | Club Sporting Cristal |
| 1999/2000           | ABC San Felipe        |